# Kronprinsesse Mette-Marit af Norge
Hendes Kongelige Højhed kronprinsesse Mette-Marit (født Mette-Marit Tjessem Høiby den 19. august 1973 i Kristiansand) er Norges kronprinsesse. Hun er datter af tidligere journalist Sven Olaf Bjarte Høiby og bankfunktionær Marit Tjessem. Hun blev gift med kronprins Haakon af Norge den 25. august 2001 i Oslo Domkirke.

## Baggrund
Forældrene blev skilt, da Mette-Marit var 11 år, og hun blev boende hos sin mor. Efter at være begyndt ved Oddernes videregående skole i 1989, tilbragte hun seks måneder ved Wangaratta High School i Australien som udvekslingselev. Nick Cave har været elev ved den samme skole, som han i øvrigt blev udvist fra. Senere tog Mette-Marit studentereksamen ved Kristiansand katedralskole i 1994. I 1996, mens hun var gravid, forbedrede hun sin karakterer ved at tage eksamen fra Bjørknes Privatskole i Oslo. Barnets far, Morten Borg, havde hun mødt mens hun boede i et kollektiv på Lillestrøm, mens hun arbejdede som servitrice. Borg blev narko-dømt 20. september 1991 for at have købt kokain af en ven. Hans brors kone, Jeanine Krogh Borg, har i øvrigt dronning Sonja til gudmor, og Krogh-familien er blandt kongeparrets nærmeste venner. Morten Borg kom i tilsvarende nær kontakt til det kommende kronprinspar, idet han havde sin søn Marius hos sig hveranden weekend; kronprinsparret boede den gang i Ullevålsveien, og Morten Borg lige ved, i sin brors lejlighed i bydelen Adamstuen. Efter en periode med forretninger, det gik dårligt med, var Borg arbejdsløs. Den norske stat betalte derfor et månedligt børnebidrag på omkring 1.200 kroner til Mette-Marit - året før, hun og kronprinsen fik den første apanage på 4,2 millioner kroner. Borg var inviteret med til kronprinsparrets bryllup. 

## Forlovelse, ægteskab og børn
Sommeren 1999 mødtes Mette-Marit og kronprins Haakon på Quartfestivalen i Kristiansand. De havde truffet hinanden gennem fælles bekendte på den samme festival tre år tidligere. Denne gang blev de imidlertid optaget af hinanden, og prøvede i starten at holde forholdet hemmeligt. Mette-Marit var ugift mor med en fortid som "partyprinsesse". Tidligt i 2000 var pressen på sporet af forholdet, og til sidst valgte kronprins Haakon at tale ud om sit forhold til Mette-Marit i et fjernsynsinterview, der vakte stor opsigt. Samme efterår blev parret officielt samboere, og monarkiets fremtid blev højlydt diskuteret. Fredag 2. december 2000 blev Mette-Marits forlovelse med kronprins Haakon offentliggjort. Ved vielsen i Oslo domkirke forrettede biskop Gunnar Stålsett og sagde til bruden: "Som alenemor har du vist vej for andre." Kronprinsen opfandt i sin bryllupstale til bruden et nyt ord: "Jeg tror ikke, jeg har været så "adrenalin-vred" på nogen som på dig." Han fortsatte dog: "Du får hele spekteret frem. Når vi kommunikerer, føler jeg mig som et helt menneske."
Parret bosatte sig på gården Skaugum, hvor kronprins Haakon selv voksede op, i Asker kommune udenfor Oslo. Mette-Marit kæmpede med angst for at flyve i en sådan grad, at hun måtte medbringe sin egen psykolog for overhovedet at kunne rejse med fly. Selv på en kort tur mellem Oslo og Haugesund i januar 2002 måtte psykologen med. Ved ankomst skældte hun både kronprinsen og sin sekretær ud, samt Scanpix-fotograf Knut Falch, der havde taget billede af hende i kabinen.

### Børn
Mette-Marit har sønnen Marius Borg Høiby, født 13. januar 1997, sammen med Morten Borg.
Desuden har kronprinseparret to børn:
- Prinsesse Ingrid Alexandra af Norge, født 21. januar 2004, nummer to i den norske tronfølge.
- Prins Sverre Magnus af Norge, født 3. december 2005, nummer tre i den norske tronfølge.

I juni 2014 forlød det, at prinsesse Ingrid Alexandra samme efterår skulle begynde ved Oslo internationale skole på Bekkestua. Samtidig var prins Sverre Magnus tilmeldt ved Montessoriskolen i Oslo. Begge havde hidtil været elever ved den offentlige skole Jansløkka i Asker, hvor også Mette-Marits ældste søn Marius har gået. Kronprinsparret anførte, at det var vigtigt for prinsesse Ingrid Alexandra at benytte engelsk i dagligtale. Skiftet til meget dyre privatskoler for begge børnene gav ophav til kritik. 

## Kongelige aner
Man mente at kunne påvise, at Mette-Marit nedstammer direkte fra Harald Hårfager via Ramborg Knutsdatter, gift med Gard Toresen Garå (f. 1373). Gard må have været adelig for at blive gift med Ramborg; for hun tilhørte den svenske højadel som datter af ridderen Knut Algotsson Lejon og Märta Ulfsdatter, der opdrog dronning Margrete 1. og selv var datter af Skt. Birgitta, i dag skytshelgen for Europa. Ramborg Knutsdatter skal have nedstammet fra Harald Hårfager, dog 15 slægtsled tilbage fra ca. 1400.

## Uddannelse
I 2008 påbegyndte kronprinsessen et masterstudium i ledelse ved handelshøjskolen BI  i Oslo. Skolen udtalte, at med hendes erfaring havde hun den nødvendige - men ikke formelle - kompetence for studiet, der uddanner mange af norsk erhvervslivs ledere. Kronprinsessen har aldrig fuldført noget studium. Inden hun mødte kronprins Haakon, havde hun afbrudt et studium til bygningsingeniør ved højskolen i Agder (nu Universitetet i Agder). Af det treårige studium aflagde hun kun et par eksamener til forkurset. Mens hun var sambo og senere forlovet med kronprinsen, studerede hun ved Universitetet i Oslo, hvor hun ifølge hoffets officielle biografi aflagde to mindre eksamener på to år. Hun fulgte forelæsningerne, men aflagde i modsætning til de fleste andre studenter ikke eksamen. Hun tog også et kursus i journalistik ved Folkeuniversitetet. Hendes studier var uden retning og gennemføringsevne, og hun leverede heller ingen projektopgave til BI. Hun forsvarede dette med at: "Jeg har øvet på, at ikke alt skal være perfekt."  Til trods for sin manglende formelle studiekompetence blev hun optaget ved School of Oriental and African Studies (SOAS) ved University of London, og i Norad  ved deres trainee-program, der havde mere end tusind ansøgere, men hvor kronprinsessen alligevel fik plads - mens hendes "undringskompetence og evne til at se fordomsfrit" blev anført af Norad som hendes fornemste kompetence.

## Opgør med fortiden
Før sit bryllup med kronprinsen var der indkaldt til pressekonference, hvor Mette-Marit fortalte om sit ungdomsoprør, som hun fortrød meget: "Mit ungdomsoprør har nok fortonet sig meget stærkere end mange andres, tror jeg. For mig i den tid var det vigtigt at leve på tværs af det accepterede. Det har også medført, at jeg har levet ret udsvævende. Jeg var i et miljø, hvor der blev udprøvet, og vi gik ud over grænserne. Det har været en meget dyrekøbt erfaring for mig, som det har taget lang tid at bearbejde. For at der ikke skal være nogen tvivl om, hvor jeg står i dag, vil jeg også sige, at jeg benytter denne anledning til at tage afstand fra narkotika." 

## Utøya
Under massakren på Utøya 22. juli blev Mette-Marits stedbror, den 51-årige politimand Trond Berntsen, det første drabsoffer. Han gik Anders Behring Breivik i møde og håndhilste; på vej op mod hovedhuset blev han skudt i hovedet. Berntsen havde været vagt på den årlige Utøya-lejr i 25 år. Hans far, Rolf Berntsen, giftede sig med Mette-Marits mor Marit Tjessem i 1994. Kronprinsessen havde et nært forhold til sin stedfar, der døde 10. april 2008 efter flere hårde sygdomsperioder. Trond Berntsens niårige søn var også med på Utøya; han stod ude i vandet og råbte: "Skyd mig ikke, skyd mig ikke!" til Breivik, som da også gik videre og lod drengen leve.

## Dialog med norsk presse
Ved sønnen Marius' 20-årsdag lagde Mette-Marit et åbent brev ud på kongehusets netsted, hvor hun bad pressen om at lade hendes søn få fred, da han ikke er en offentlig person eller ønsker et liv i offentlighedens lys. Samtidig har Marius en åben Instagram-konto,  dukkede op i en scene i sæson 3 af tv-serien Skam og har stillet op i reklame for en tandblegningssalon på Frogner. Han har også lagt private luksusgenstande ud for salg med slottet som sin privatadresse. Som 21-årig arbejdede han som style editor (= stilredaktør) i det engelske overklassetidsskrift Tempus, præsenteret som "prins" Marius Borg Høiby - en titel, han aldrig har haft. Norsk redaktørforening indbød i 2017 Mette-Marit til et møde om, hvordan pressen skal forholde sig til Marius; men Mette-Marit har aldrig besvaret forespørgslen.
Der blev stillet spørgsmål ved Mette-Marits troværdighed i sit engagement for fattige flygtninge, når hun og familien i 2015 tog på et hemmeligt luksuscruise i Middelhavet, som hverken hun eller kronprinsen ville udtale sig om. Det kostede to millioner kroner om ugen at leje lystbåden, men det blev aldrig oplyst hvem, der tog regningen. Kronprinsessen blev også kritiseret for at sætte sig op mod norsk og indisk lovgivning om rugemødre ved at benytte sit kongelige diplomatpas undervejs i en adoptionsproces i strid med norsk lovgivning. Hun tog til New Delhi for at passe nyfødte tvillinger for et homoseksuelt vennepar. Parret fik tvillingerne via en rugemor, men der opstod problemer med visum, så de ikke kunne nå frem til sygehuset i tide. Mette-Marit tog derfor til sygehuset og så efter børnene i to dage, før hun fik dem bragt til ukendt sted i New Delhi. På sygehuset blev hun taget for at være tvillingernes barnepige.

## Sygdom
I oktober 2018 gik kronprinsparret ud med, at Mette-Marit lider af kronisk lungefibrose, hvorved normalt lungevæv gradvis erstattes af bindevæv. Et almindeligt symptom er åndenød. Lægerne tager udgangspunkt i, at det hos kronprinsessen drejer sig om en autoimmun sygdom. Dermed er alvorlighedsgraden i sygdomsforløbet ret uforudsigelig. 

## Titler, prædikater og dekorationer

### Titler og prædikater
- 19. august 1973 – 25. august 2001: Frøken Mette-Marit Tjessem Høiby
- 25. august 2001 – nu: Hendes Kongelige Højhed Mette-Marit, Kronprinsesse af Norge

### Dekorationer

#### Norske dekorationer
- Norge: Storkors med kæde af Sankt Olavs Orden (No.St.O.1.*)  (2016)[27][28]

#### Udenlandske dekorationer
- Danmark: Ridder af Elefantordenen (R.E.)  (2014)[27][29]
- Island: Storkors af Den Islandske Falkeorden (I.F.1.) [27]